# こっちのけんと
こっちのけんと（1996年〈平成8年〉6月13日 - ）は、日本のシンガーソングライター。キャッチコピーは「緑のマルチアーチスト」。大阪府箕面市出身。所属レコードレーベルはblowout Inc.。本名は菅生 健人（すごう けんと）。

## 来歴
2015年に上京。駒澤大学在学中に在籍していたアカペラサークル「鳴声刺心」（めいせいししん）にて複数のアカペラグループに所属。その中でもディズニーソングを主に歌う男女4声グループ「ケミカルテット」はアマチュアアカペラ全国大会の「A cappella Spirits」（アカペラスプリッツ）で2年連続優勝（2017年・2018年）しており、全国各地でライブを行い卒業後も活動を続けている。2019年から口だけで曲を演奏する"1人アカペラシンガー"としてYouTubeでも活動を始める。
2019年12月31日、第70回NHK紅白歌合戦に出場したRADWIMPSが『天気の子 紅白スペシャル』と題し2曲（「グランドエスケープ feat. 三浦透子」「大丈夫」）を披露、「グランドエスケープ」パートにバックコーラス隊の一人として参加。
2020年頃にうつ病を患い、勤務していた会社を休職。のちに退職する。
2021年10月27日、『新ディズニープラス セレブレーションナイト』にて清水美依紗のバックコーラスを担当。
自宅療養を続けていた2022年に音楽レーベルに勤務する大学時代の先輩から声をかけられ、オリジナル楽曲を制作する。総合エンターテインメント企業「blowout Inc.」に所属。
2022年8月31日、自身初となる配信楽曲「Tiny」をリリースし、ミュージック・ビデオ（MV）を公開した。
2022年12月10日にリリースした2ndシングル「死ぬな!」がバイラルチャートに5カ月連続ランクイン、サブスク総再生回数約1400万回、MV再生回数1400万回越え、TikTok楽曲ウィークリーTop10入りするなどバイラルヒットとなった。
2023年9月、躁うつ病（双極性障害）を公表。
2024年2月14日、かねてより交際していた女性と結婚したことを自身のX（旧：Twitter）にて発表した。
2024年5月27日にリリースした6枚目のシングル「はいよろこんで」が2024年7月3日公開（集計期間：2024年6月24日〜30日）の"JAPAN Heatseekers Songs"で1位、2024年7月10日公開（集計期間：2024年7月1日〜7日）のBillboard JAPAN 総合ソング・チャート“JAPAN Hot 100”初のトップ20内に入った。
また、MVが2024年6月28日〜7月4日のYouTubeチャートTOP100で2位に入るなど大きな注目を浴びている。
2024年11月5日に出演したNHKの音楽番組「第24回わが心の大阪メロディー」では、2024年後期連続テレビ小説「おむすび」に出演中の弟・菅生新樹とテレビ初共演を果たした。
2024年12月30日、第66回日本レコード大賞にて、最優秀新人賞を受賞した。
2024年12月31日、第75回NHK紅白歌合戦に初出場。白組のトップバッターを務めた。
2025年1月1日、当面の間、活動をセーブすることを発表（休止ではないことを補足している）。3月8日、セーブ期間終了を報告。

## 人物
- 芸名の由来は、元々勤めていた会社員としての自分を「あっちのけんと」、アーティスト活動をする自分を「こっちのけんと」と区別していたため[27][28]。
- 既婚。妻とは大学のアカペラサークルで出会い[29]、交際を重ね、2024年2月に結婚した[30]。
- 2025年6月、自身のXで挙式を報告し、「妻含め家族との信頼度が元から十分だと思っていましたが、自分の友人と触れ合う家族を見ると、これ以上ないスペシャルな感情が生まれて、家族の温もりを改めて感じました」と伝えた。
- 男3人兄弟の次男で、父は経営コンサルタントの菅生新[31]、兄は俳優、歌手の菅田将暉[1]、弟は俳優の菅生新樹[1]、義姉は女優、ファッションモデルの小松菜奈[32]。
- 好きな色は緑色・黄緑色。自身のイメージカラーにしており、SNSのアイコンやゲームのアバターも緑色で統一している。メガネのフレームや衣服、髪をカラーリングする際にも積極的に緑色を選んでいる[33]。キャッチコピーは「緑のマルチアーティスト」[5]。子供の頃にTVモニターの外部入力切替「ビデオ1」「ビデオ2」といった画面表示の文字色が好きで落ち着いたことをきっかけに挙げている[34]。
- トレードマークとなったメガネは伊達眼鏡。メガネをかけることで周囲からの視線を緩和させ、本来の自分を出せる気がするという。視力は良い方である[35]。
- 少年時代にサッカー教室（ポジションはDF）[注釈 2]、ダンス教室に通っていた[28]。初めて買ったCDはGoose house『Goose house Phrase #04 Beautiful Life』。
- 双極性障害であることを公表している[36]。

### エピソード
- 兄弟は3人とも自宅で自然分娩により父親の手によって取り上げられて誕生した[37]。
- 大学入学時に上京し、大学時代は家賃を節約するために兄・将暉の家に同居させてもらう形で一緒に生活をしていた。その際に役者である兄の忙しさ・ストイックさを間近で見ていたため、兄のことをとても尊敬していると話している[38]。いつか兄弟3人でラジオに出演して雑談することを叶えたい夢の1つに挙げている[39]。
- 父は教育熱心であり、勉学に励むことで人生の選択肢が増え、また、多くの体験・経験から学びを得ることを良しとする方針を子どもたちに説いていた。その父の勧めで大学1年生の時に衆議院議員の秘書（インターンシップ）を[40]、20歳の頃にはテレビ番組制作会社にてADのインターンとして働いた経験がある[41]。AD時代には日本テレビのバラエティ番組「マツコ会議」に出演したこともある[42]。大学時代の後半いきなり!ステーキでアルバイトをしていた[43]。
- 中学時代に兄・将暉が芸能界で活動を始めたことで、当時は学校に行くと「もてはやされたし、嬉しかった。ええやろ、俺の兄ちゃん仮面ライダーやぞと心の中で思っていた」と鼻高々で過ごしていたところ「調子に乗っていたようで、気がついたらいじめられていました。ゴミ箱からぼくの筆箱が出てきた日から『菅田将暉の弟』といわれる怖さを体感するようになりました」と自身の中学生時代を振り返っている[44]。そのうち「兄の名に泥を塗ってはいけない」「菅田将暉の弟として恥ずかしくないように」と、本来の自分を律して生活するようになった[45]。大学卒業後、経営コンサルタント会社に就職したが[46]、入社後1年が過ぎた頃、激務と精神力のバランスを保てず倒れる。心療内科で抑うつ病の診断を受けて休職、その後退職した。退職後、大学時代から交際をしている女性（のちの妻）と同棲を始めるも病気のために外出も儘ならず、引きこもり生活が続いた[29]。この時期に、ひとりで音楽活動が出来ないものか模索し、映像編集も自ら行った動画を公開するようになった[47]。
- 2ndシングル『死ぬな!』を制作した時は鬱が顕著に出ていた時期で、「この楽曲が完成したら自殺しよう」と思い詰めて希死念慮に囚われていたという[40]。そのような心境の時、父から「（会社勤めを辞めたことは正直残念だが、それよりも）生きていて良かった。これからも死ぬなよ！」と声をかけられ、その言葉に気づかされ、同時に安堵し救われたという。そして楽曲のタイトルを『死ぬな!』に決めた[10]。
- 楽曲制作について、「基本的に自分に向けて作っている」という[28]。
- 躁と鬱の波がある気分障害を患っているが、そのような時でも変わらず接してくれる妻の存在は大きく、感謝と愛情を示している[48]。

## ディスコグラフィ

### シングル

#### EP
|     | 配信日        | タイトル          | 規格 | 収録アルバム | 備考                                                      |
| --- | ------------- | ----------------- | ---- | ------------ | --------------------------------------------------------- |
| 1st | 2025年6月18日 | けっかおーらい EP | CD   | 未収録       | 表題曲は同年4月7日、「それもいいね」は5月17日に先行配信。 |

#### 配信限定シングル
|      | 配信日         | タイトル                    | 規格                   | 収録アルバム      | 備考 |
| ---- | -------------- | --------------------------- | ---------------------- | ----------------- | --- |
| 1st  | 2022年8月30日  | Tiny                        | デジタル・ダウンロード | 未収録            | |
| 2nd  | 2022年12月10日 | 死ぬな!                     | デジタル・ダウンロード | 未収録            | |
| 3rd  | 2023年4月16日  | ビバ・イナイイナイバァ      | デジタル・ダウンロード | 未収録            | |
| 4th  | 2023年6月13日  | どんぐりGAME                | デジタル・ダウンロード | 未収録            | |
| 5th  | 2023年12月9日  | いろは                      | デジタル・ダウンロード | 未収録            | |
| 6th  | 2024年5月27日  | はいよろこんで              | デジタル・ダウンロード | 未収録            | かねひさ和哉がMVイラストを担当。                                                                              |
| 7th  | 2024年10月14日 | もういいよ                  | デジタル・ダウンロード | 未収録            | マザえもん、弘田マサユキがMVを担当。                                                                          |
| 8th  | 2025年3月3日   | Time lapse（feat. Yella.E） | デジタル・ダウンロード | 未収録            | 韓国のビートボックス＆アカペラグループ「Beatpella House」のYella.Eとのデュエット。 歌詞の一部は韓国語である。 |
| 9th  | 2025年4月7日   | けっかおーらい              | デジタル・ダウンロード | けっかおーらい EP | 先行配信。 |
| 10th | 2025年5月14日  | それもいいね                | デジタル・ダウンロード | けっかおーらい EP | 先行配信。NHK Eテレ『The Wakey Show』エンディングテーマのセルフカバー。                                       |

### タイアップ
| 楽曲           | タイアップ                                                                       | 時期   |
| -------------- | -------------------------------------------------------------------------------- | ------ |
| はいよろこんで | 日清食品『どん兵衛』「はいよろこんで 利き利きどん 篇」CMソング                   | 2024年 |
| はいよろこんで | 味覚糖『UHAグミサプリ』CMソング                                                  | 2025年 |
| けっかおーらい | テレビアニメ『ヴィジランテ -僕のヒーローアカデミア ILLEGALS-』オープニングテーマ | 2025年 |

### 楽曲提供
| 楽曲           | 提供先                                     | 備考                                       |
| -------------- | ------------------------------------------ | ------------------------------------------ |
| それもいいね   | NHK Eテレ『The Wakey Show』                | 番組初回よりエンディングテーマとして放送。 |
| きみとのふたり | NHK Eテレ『ニャンちゅう!宇宙!放送チュー!』 | 2025年7月20日放送回より放送。              |

### 参加作品
| 楽曲                   | 作品                                | 備考           |
| ---------------------- | ----------------------------------- | -------------- |
| ええじゃええじゃないか | 『ワンス・アポン・ア・塊魂』作中BGM | 歌唱のみ担当。 |

## 出演

### テレビ

#### バラエティ番組
- 「○○っぽい」を話すと世の中が見えてきた! #っぽいバナ（2022年3月30日〈29日深夜〉、中京テレビ） - 「菅田将暉っぽいを語り尽くす」の枠で菅田将暉の弟・健人として[55]
- 目を閉じてお聴きください（2023年8月24日・31日、テレビ東京） - 品評者として出演[56]
- ニンゲン観察バラエティ モニタリング （2024年2月22日・10月24日・12月19日、TBS） - 「透明カラオケBOX」コーナー
- 有吉ゼミ（2024年4月1日・11月25日、日本テレビ） - チャレンジグルメコーナーに出演[57][58]
- うたごえプロジェクト“めをとじ”（2024年4月2日 - 30日、テレビ東京）
- バラバラ大作戦「耳の穴かっぽじって聞け!」（2024年8月20日、テレビ朝日）[44]
- バズリズム02（2024年9月20日、日本テレビ）[59]
- この歌詞が刺さった!グッとフレーズ（2024年10月13日、TBS）
- 1Hセンス（2024年10月13日、フジテレビ）
- ときめき♡超音波!! #3（2024年10月29日、日本テレビ）
- 突然ですが占ってもいいですか?（2024年11月11日、フジテレビ）[60]
- モニタリング&櫻井・有吉THE夜会 合体SP（2024年12月19日、TBS）
- ぐるぐるナインティナイン「グルメチキンレース・ゴチになります!」4時間半SP（2024年12月26日、日本テレビ）[61]
- ノンストップ!（2024年12月27日、フジテレビ）
- 日曜日の初耳学（2025年2月23日、TBS系列）[25]
- しゃべくり007（2025年3月3日、日本テレビ）
- テレビ×ミセス（2025年6月2日、TBSテレビ）[62]
- The Wakey Show 〜ザ･ウェイキー･ショウ（2025年6月4日、NHK Eテレ）

#### 報道・情報番組
- サンデージャポン（2022年9月4日、TBS）[63]
- あさイチ（2024年12月11日・23日、2025年4月14日、NHK）[64]
- NHKニュースおはよう日本（2024年12月15日、NHK）[65][66]

#### 音楽番組
- 超音波（2023年1月6日・8月5日、テレビ東京）
- プレミアMelodiX!（2023年1月24日、テレビ東京）
- CDTVライブ!ライブ!（2024年8月5日・9月23日・10月7日・12月16日、TBS）
- Venue101（2024年9月21日・12月14日、2025年1月25日、NHK）
- ミュージックステーション（テレビ朝日系） ※初出演は2024年10月25日[67]
- スゴEフェス2024 HOT&ホッと生放送スペシャル（2024年11月4日、NHK Eテレ）[68]
- わが心の大阪メロディー（2024年11月5日、NHK）[69]
- ベストヒット歌謡祭2024（2024年11月14日、日本テレビ）[70]
- INITIME MUSIC（2024年11月18日、2025年1月13日、日本テレビ）[71]
- 2024 FNS歌謡祭 第1夜（2024年12月4日、フジテレビ）
- 第16回明石家紅白!（2024年12月23日、NHK）[72]
- 第66回日本レコード大賞（2024年12月30日、TBS）
- うたコン（2025年1月28日、NHK総合） - C-C-Bの楽曲「Romanticが止まらない」をカバー[73]
- with MUSIC（2025年2月1日、日本テレビ）[74]

### ラジオ
- 菅生健人の土木を知る（2023年11月13日、文化放送）
- G-SHOCK presents 『THE MOMENT』（2024年10月4日 - 、TOKYO FM） - パーソナリティ

### WEB番組
- 菅生健人の土木を知る（2020年11月 - 2021年7月、2022年6月 - 2023年2月、東急建設（YouTube「こっちのけんと」））

### 吹き替え
- モアナと伝説の海2（2024年12月6日、ウォルト・ディズニー・ジャパン） - 島の住人 役[75]
  - 劇中歌「ビヨンド 〜越えてゆこう〜」トリビュート企画にも参加[76][77]

### NHK紅白歌合戦出場歴
| 年度   | 放送回 | 回 | 曲目           | 備考 |
| ------ | ------ | -- | -------------- | ---- |
| 2024年 | 第75回 | 初 | はいよろこんで | -    |

## 受賞歴
2024年
- 第66回日本レコード大賞 - 最優秀新人賞[78]

2025年
- MTV Video Music Awards Japan
  - 最優秀アニメーションビデオ賞（Best Animation Video）「はいよろこんで」[79]
  - 特別賞「Future Icons Award」[80][81]
- NexTone Award 2025 - YouTube賞「はいよろこんで」[82]